# Mahuliena, zlatá panna
Mahuliena, zlatá panna (česky Mahulena, zlatá panna, německy Der Treue Johannes, anglicky Mahuliena, Golden Maiden) je koprodukční slovensko-německá filmová pohádka na motivy pohádek bratří Grimmů O věrném Janovi a O panně Mahuleně. Dobrodružná pohádka o putování odvážného prince a jeho věrného sluhy Jana za Mahulenou do země chamtivého Zlatovlada.

## Obsazení
| Vladimír Hajdu   | Ján       |
| Remi Martin      | princ     |
| Lara Naszinsky   | Mahuliena |
| Maru Valdivielso | Diva      |
| Heinz Moog       | král      |
| Jiří Krytinář    | Zlatovlad |
| Ján Kožuch       | Koktavý   |
| Miroslav Noga    | Bradatý   |
| Ján Mildner      | stařec    |
| Vilhelm Perháč   | stařec    |

### Další tvůrci
- Architekt: Viliam Gruska
- Návrhy kostýmů: Josef Jelínek, Peter Koza
- Vedoucí výroby: František Dostál
- Exteriéry: Macocha, Orava, Vysoké Tatry, Vojka, Borinka, Lelský ostrov
- Premiéra: srpen 1987